# Амеде Озанфан
Амеде Озанфан (фр. Amédée Ozenfant; 15. април 1886, Сен Кентен, Француска – 4. мај 1966, Кан, Француска) био је француски сликар. Један је од оснивача уметничког правца пуризма.